# Tour 2009 de Mylène Farmer
Tournées par Mylène Farmer
Avant que l'ombre... À Bercy Timeless 2013
Le Tour 2009 est la cinquième série de concerts de Mylène Farmer. Soutenant l'album Point de suture, cette tournée mène la chanteuse dans les plus grandes salles de France, mais également, pour la première fois, dans une tournée des stades, comprenant notamment deux soirs au stade de France qui affichent complet en quelques heures.
Entourée de deux immenses statues d'écorchés de huit mètres de hauteur, de plusieurs écrans géants amovibles, ainsi d'un cabinet de curiosités représentant des dizaines de mannequins nues et rousses, Mylène Farmer conçoit avec Laurent Boutonnat un spectacle dynamique en 3D, pour lequel elle fait appel à Yvan Cassar pour la direction musicale et à Jean-Paul Gaultier pour la création des costumes.
Enregistré lors des concerts du 12, 13 et 15 juin 2009 à la halle Tony-Garnier de Lyon, le spectacle est retracé sur l'album No 5 on Tour, qui paraît le 7 décembre 2009. Classé n°1 des ventes, il est certifié double disque de platine en France et disque d'or en Belgique, dépassant les 250 000 exemplaires.
Le DVD du spectacle retrace quant à lui les concerts qui ont eu lieu au stade de France les 11 et 12 septembre 2009. Sorti le 12 avril 2010, il se classe à son tour no 1 des ventes et est certifié DVD de diamant en France en une semaine. Disque d'or en Belgique, le film est également la meilleure vente de Blu-Ray musicaux de l'année 2011 en Russie. Il s'est écoulé à plus de 300 000 exemplaires.

## Histoire

### Genèse
Trois ans après la sortie de l'album Avant que l'ombre... pour lequel elle s'était produit à Bercy durant 13 soirs pour un spectacle intransportable en janvier 2006, Mylène Farmer annonce son retour en mars 2008 avec la sortie prochaine d'un album et d'une grande tournée qui la mènera notamment au stade de Genève et au stade de France en septembre 2009, mais également en province.

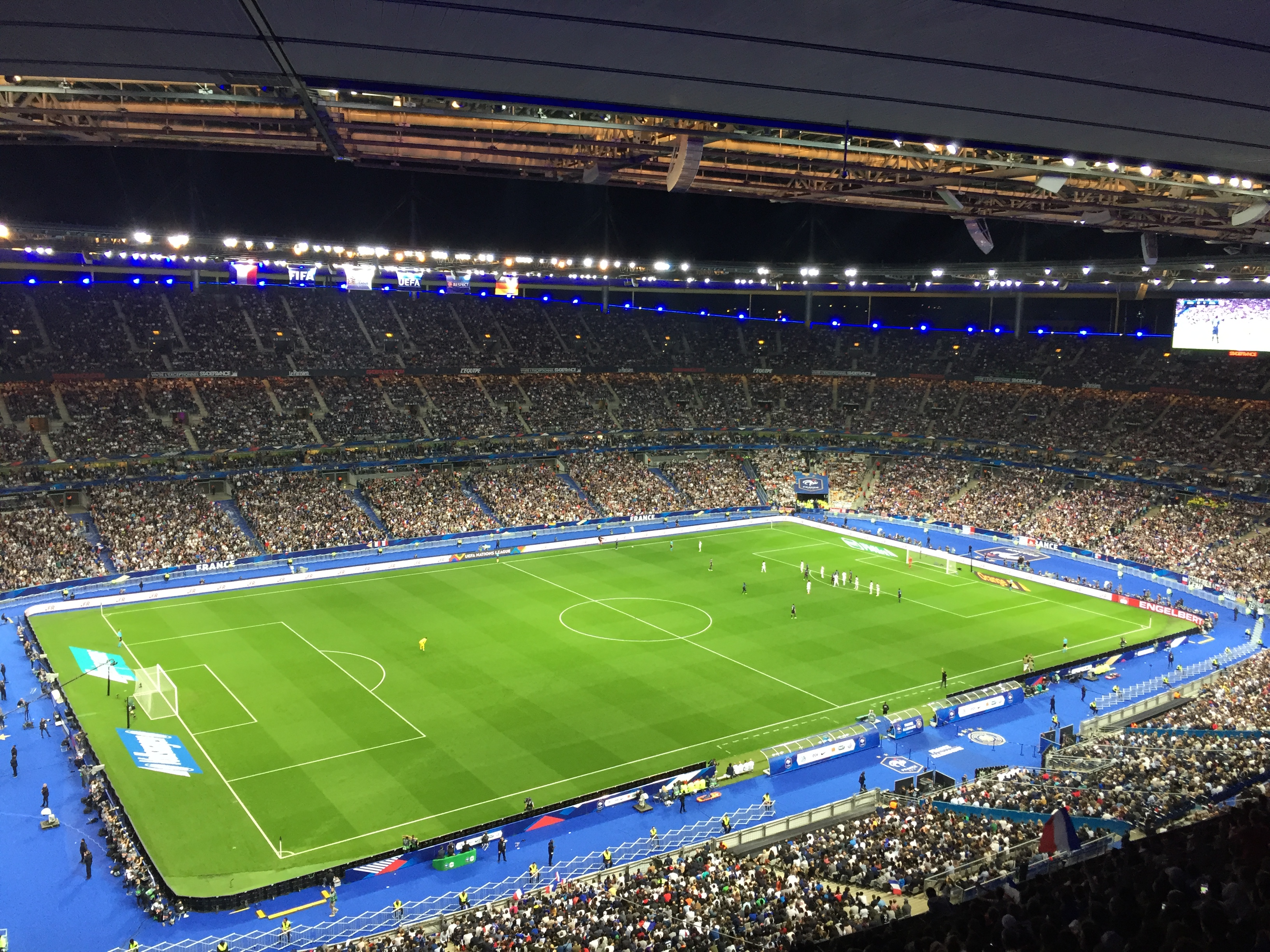
Le stade de France.

Le 28 mars 2008, lors de la mise en vente des places pour le stade de France, l'affluence est telle qu'elle fait saturer tous les sites de réservation : l'intégralité des places est vendue en deux heures. Une deuxième date est ajoutée ; elle affiche complet en une heure.
En Suisse et en Belgique, l'engouement est également très important : le stade de Genève est complet en une semaine et une deuxième date est ajoutée, tandis que le stade de Bruxelles enregistre près de 30 000 places vendues en une semaine.
La mise en vente des places pour la tournée en province, prévue pour le printemps 2009, engendre elle aussi un nouveau record : 100 000 places sont vendues en une seule journée. La tournée affichant rapidement complet, de nouvelles dates sont ajoutées.
Annoncé par le single électro Dégénération, qui enregistre des records de vente à sa sortie, l'album Point de suture paraît en août 2008. Classé directement no 1 du Top Albums, il s'écoule à plus de 700 000 exemplaires, recevant un triple disque de platine en France, un double disque de platine en Russie, un disque de platine en Belgique et un disque d'or en Suisse.
Les cinq extraits, Dégénération, Appelle mon numéro, Si j'avais au moins..., C'est dans l'air et Sextonik, se classent tous no 1 du Top 50.

### Conception

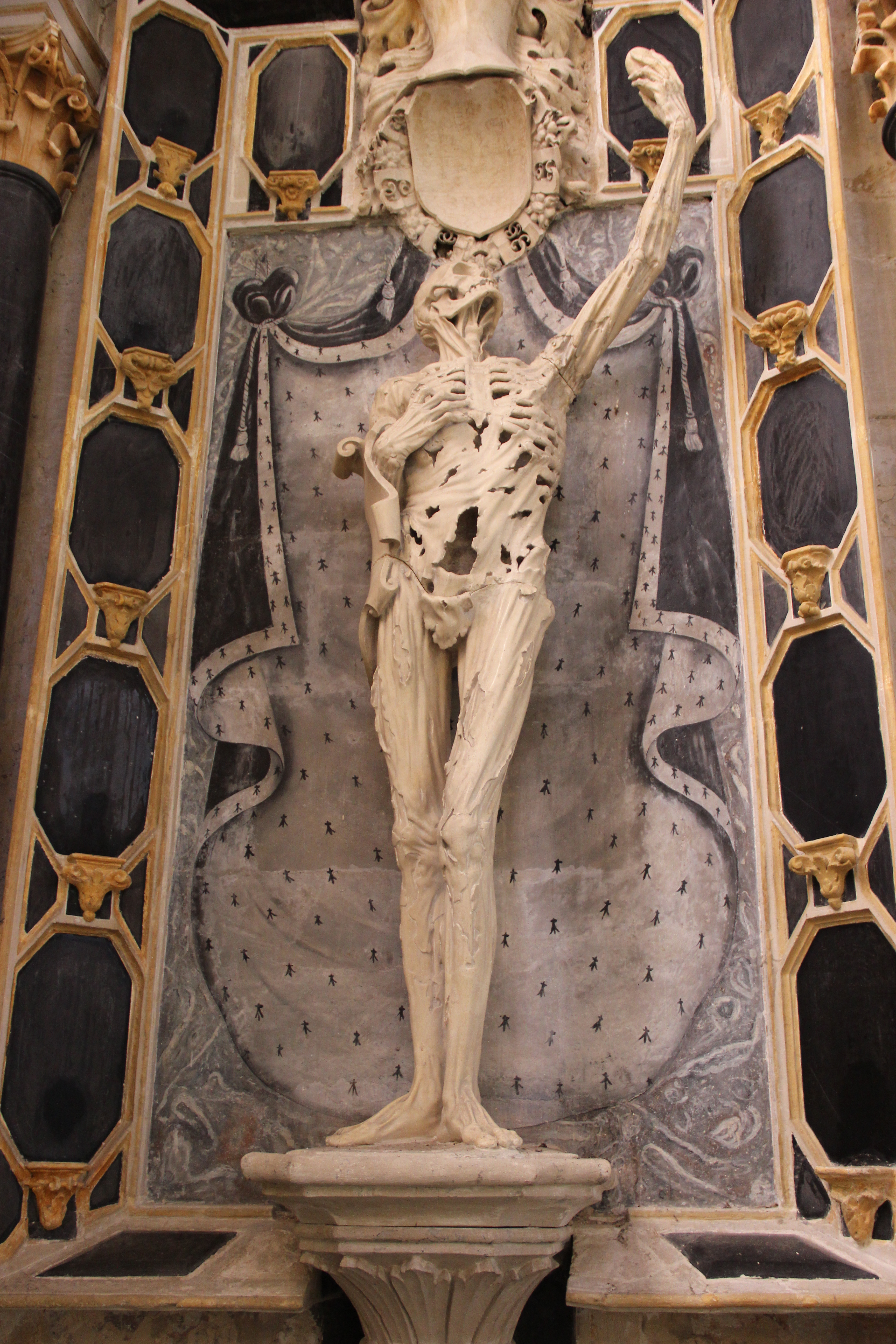
Le Transi de René de Chalon de Ligier Richier.

Pour sa première tournée incluant des stades, Mylène Farmer conçoit ce spectacle avec Laurent Boutonnat. Ensemble, ils font de nouveau appel à Mark Fisher, le scénographe qui avait signé le décor du spectacle Avant que l'ombre… À Bercy en 2006, et lui font part de leur souhait de faire apparaître des squelettes.
Mark Fisher leur propose alors de faire construire deux immenses statues d'écorchés de huit mètres de hauteur, représentant le Transi de René de Chalon de Ligier Richier. Selon la chanteuse, « l'écorché c'est le passage entre l'homme et le squelette, c'est la mort dans une certaine légèreté ». Au fond de la scène, un cabinet de curiosités expose des dizaines de mannequins féminins, nues et rousses, dans diverses positions. Alain Escalle, qui avait également travaillé sur le spectacle précédent et qui a réalisé le clip de la chanson C'est dans l'air, signe les images de scène projetées sur grand écran.
La direction musicale est de nouveau confiée à Yvan Cassar, qui participe à la réorchestration des chansons et retrouve certains musiciens présents sur de précédents spectacles, comme le percussionniste Nicolas Montazaud, le bassiste Paul Bushnell et les choristes Estha Divine et Johanna Manchec.
Mylène Farmer crée avec Christophe Danchaud la plupart des chorégraphies, pour lesquelles huit danseurs américains sont sélectionnés (auxquels s'ajouteront deux danseuses pour les stades).

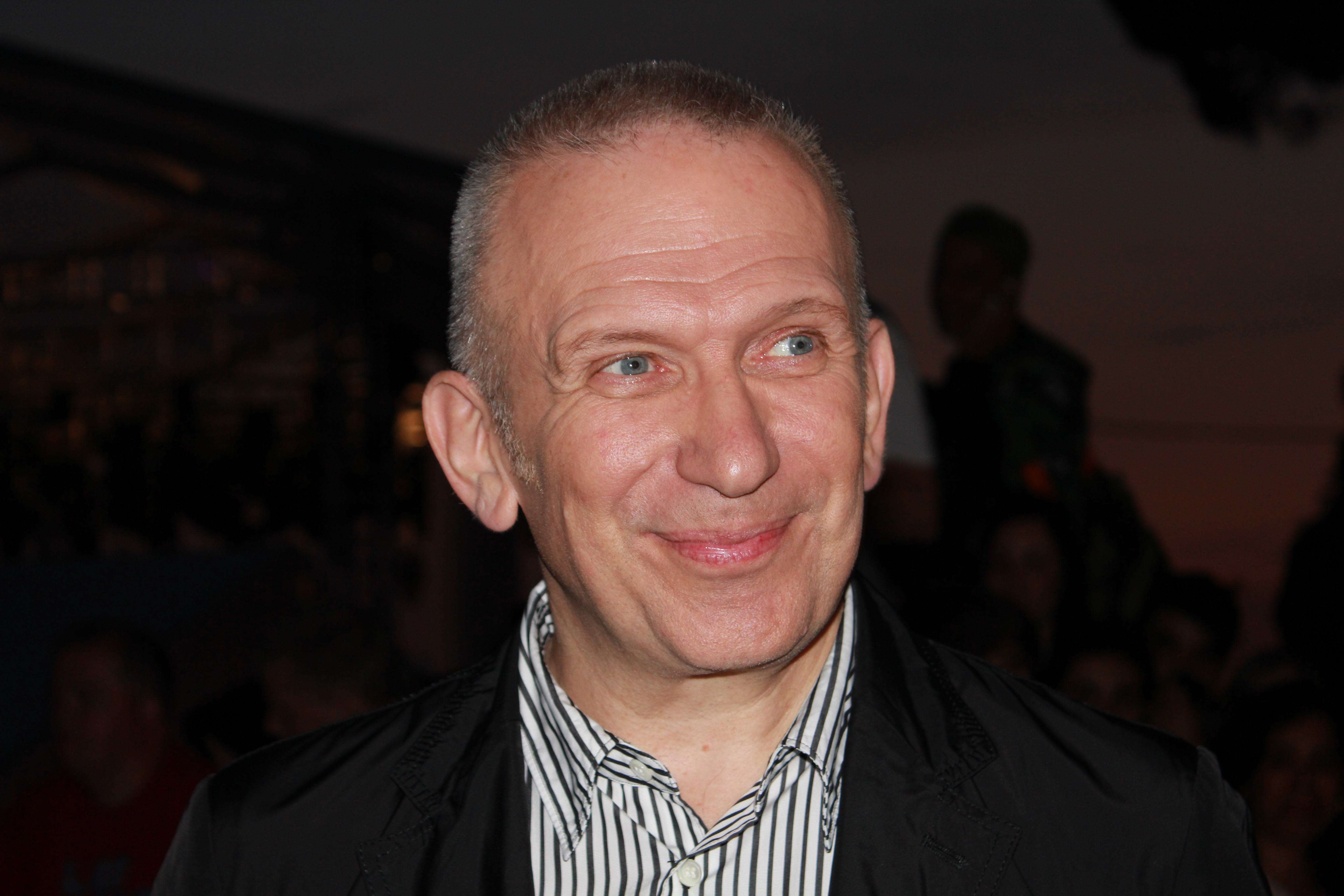
Jean-Paul Gaultier.

Bien qu'ils aient déjà travaillé ensemble, c'est la première fois que Jean-Paul Gaultier crée des costumes pour un spectacle de Mylène Farmer. La première tenue, qui représente un corps écorché, est notamment inspirée par l'exposition Our Body qui avait beaucoup marqué la chanteuse.
John Nollet crée quant à lui une coiffure représentant une tête de mort, entièrement cousue en cheveux naturels tressés et perlés sur du métal.
Afin d'anticiper un éventuel risque d'intempéries, la chanteuse fait construire pour les concerts au stade de France la plus grande scène couverte d'Europe, avec 64 mètres d'ouverture, 22 mètres de profondeur, 24 mètres de hauteur et 700 m² d'écrans vidéo. Ces concerts nécessitent 90 semi-remorques et 1300 tonnes de matériel.

### Affiche
Signée par Claude Gassian, la photo de l'affiche présente Mylène Farmer vue de haut, allongée au sol, jambes écartées. Cette affiche crée la polémique, certains médias voyant en cette photo une scène représentant un suicide, comme si la chanteuse s'était jetée du haut d'un immeuble.
Son producteur Thierry Suc dément : « Beaucoup projettent des désirs ou des fantasmes qui n'ont jamais été ni évoqués, ni imaginés lors de la création de cette affiche ».

## Description du spectacle
Composé de 20 titres, ce spectacle comprend :
- sept titres issus de l'album Point de suture : les singles Dégénération, Appelle mon numéro, Si j'avais au moins... et C'est dans l'air, mais aussi Paradis inanimé, Je m'ennuie et Point de suture ;
- des titres présents sur les albums Cendres de lune (Libertine), Ainsi soit je... (Sans contrefaçon, Ainsi soit je..., Pourvu qu'elles soient douces), L'Autre... (Désenchantée, Nous souviendrons nous), Anamorphosée (XXL, Rêver) et Innamoramento (L'Âme-Stram-Gram, Je te rends ton amour), ainsi qu'À quoi je sers..., un single inédit sorti en 1989 ;
- un interlude instrumental au son du titre Avant que l'ombre... ;
- un titre instrumental servant d'introduction (D'entre les morts).

En Russie, À quoi je sers..., Nous souviendrons nous et Je te rends ton amour sont remplacés par trois titres ayant connu un grand succès dans ce pays : L'Amour n'est rien..., Je t'aime mélancolie et Fuck Them All.
Pour les concerts en stades en France, en Belgique et en Suisse, À quoi je sers..., Je te rends ton amour et Si j'avais au moins... sont remplacés par des titres issus des albums Anamorphosée (L'instant X, California, Laisse le vent emporter tout) et Avant que l'ombre... (Fuck Them All).

### Liste des chansons
| 1.  | D'entre les morts              |                   | Laurent Boutonnat    |  |
| 2.  | Paradis inanimé                | Mylène Farmer     | Laurent Boutonnat    |  |
| 3.  | L'Âme-Stram-Gram               | Mylène Farmer     | Laurent Boutonnat    |  |
| 4.  | Je m'ennuie                    | Mylène Farmer     | Laurent Boutonnat    |  |
| 5.  | Appelle mon numéro             | Mylène Farmer     | Laurent Boutonnat    |  |
| 6.  | XXL                            | Mylène Farmer     | Laurent Boutonnat    |  |
| 7.  | À quoi je sers...              | Mylène Farmer     | Laurent Boutonnat    |  |
| 8.  | Pourvu qu'elles soient douces  | Mylène Farmer     | Laurent Boutonnat    |  |
| 9.  | Point de suture                | Mylène Farmer     | Laurent Boutonnat    |  |
| 10. | Nous souviendrons nous         | Mylène Farmer     | Laurent Boutonnat    |  |
| 11. | Rêver                          | Mylène Farmer     | Laurent Boutonnat    |  |
| 12. | Ainsi soit je...               | Mylène Farmer     | Laurent Boutonnat    |  |
| 13. | Interlude Avant que l'ombre... |                   | Laurent Boutonnat    |  |
| 14. | Libertine                      | Laurent Boutonnat | Jean-Claude Dequéant |  |
| 15. | Sans contrefaçon               | Mylène Farmer     | Laurent Boutonnat    |  |
| 16. | Je te rends ton amour          | Mylène Farmer     | Laurent Boutonnat    |  |
| 17. | Dégénération                   | Mylène Farmer     | Laurent Boutonnat    |  |
| 18. | Désenchantée                   | Mylène Farmer     | Laurent Boutonnat    |  |
| 19. | C'est dans l'air               | Mylène Farmer     | Laurent Boutonnat    |  |
| 20. | Si j'avais au moins...         | Mylène Farmer     | Laurent Boutonnat    |  |

| 1.  | D'entre les morts              |                   | Laurent Boutonnat                  |  |
| 2.  | Paradis inanimé                | Mylène Farmer     | Laurent Boutonnat                  |  |
| 3.  | L'Âme-Stram-Gram               | Mylène Farmer     | Laurent Boutonnat                  |  |
| 4.  | Je m'ennuie                    | Mylène Farmer     | Laurent Boutonnat                  |  |
| 5.  | Appelle mon numéro             | Mylène Farmer     | Laurent Boutonnat                  |  |
| 6.  | XXL                            | Mylène Farmer     | Laurent Boutonnat                  |  |
| 7.  | L'Amour n'est rien...          | Mylène Farmer     | Mylène Farmer et Laurent Boutonnat |  |
| 8.  | Pourvu qu'elles soient douces  | Mylène Farmer     | Laurent Boutonnat                  |  |
| 9.  | Point de suture                | Mylène Farmer     | Laurent Boutonnat                  |  |
| 10. | Rêver                          | Mylène Farmer     | Laurent Boutonnat                  |  |
| 11. | Ainsi soit je...               | Mylène Farmer     | Laurent Boutonnat                  |  |
| 12. | Interlude Avant que l'ombre... |                   | Laurent Boutonnat                  |  |
| 13. | Libertine                      | Laurent Boutonnat | Jean-Claude Dequéant               |  |
| 14. | Sans contrefaçon               | Mylène Farmer     | Laurent Boutonnat                  |  |
| 15. | Je t'aime mélancolie           | Mylène Farmer     | Laurent Boutonnat                  |  |
| 16. | Fuck Them All                  | Mylène Farmer     | Laurent Boutonnat                  |  |
| 17. | Dégénération                   | Mylène Farmer     | Laurent Boutonnat                  |  |
| 18. | Désenchantée                   | Mylène Farmer     | Laurent Boutonnat                  |  |
| 19. | C'est dans l'air               | Mylène Farmer     | Laurent Boutonnat                  |  |
| 20. | Si j'avais au moins...         | Mylène Farmer     | Laurent Boutonnat                  |  |

| 1.  | D'entre les morts              |                   | Laurent Boutonnat    |  |
| 2.  | Paradis inanimé                | Mylène Farmer     | Laurent Boutonnat    |  |
| 3.  | L'Âme-Stram-Gram               | Mylène Farmer     | Laurent Boutonnat    |  |
| 4.  | Je m'ennuie                    | Mylène Farmer     | Laurent Boutonnat    |  |
| 5.  | Appelle mon numéro             | Mylène Farmer     | Laurent Boutonnat    |  |
| 6.  | XXL                            | Mylène Farmer     | Laurent Boutonnat    |  |
| 7.  | California                     | Mylène Farmer     | Laurent Boutonnat    |  |
| 8.  | Pourvu qu'elles soient douces  | Mylène Farmer     | Laurent Boutonnat    |  |
| 9.  | Point de suture                | Mylène Farmer     | Laurent Boutonnat    |  |
| 10. | Nous souviendrons nous         | Mylène Farmer     | Laurent Boutonnat    |  |
| 11. | Rêver                          | Mylène Farmer     | Laurent Boutonnat    |  |
| 12. | Laisse le vent emporter tout   | Mylène Farmer     | Laurent Boutonnat    |  |
| 13. | Ainsi soit je...               | Mylène Farmer     | Laurent Boutonnat    |  |
| 14. | Interlude Avant que l'ombre... |                   | Laurent Boutonnat    |  |
| 15. | Libertine                      | Laurent Boutonnat | Jean-Claude Dequéant |  |
| 16. | Sans contrefaçon               | Mylène Farmer     | Laurent Boutonnat    |  |
| 17. | L'Instant X                    | Mylène Farmer     | Laurent Boutonnat    |  |
| 18. | Fuck Them All                  | Mylène Farmer     | Laurent Boutonnat    |  |
| 19. | Dégénération                   | Mylène Farmer     | Laurent Boutonnat    |  |
| 20. | C'est dans l'air               | Mylène Farmer     | Laurent Boutonnat    |  |
| 21. | Désenchantée                   | Mylène Farmer     | Laurent Boutonnat    |  |

### Résumé du spectacle

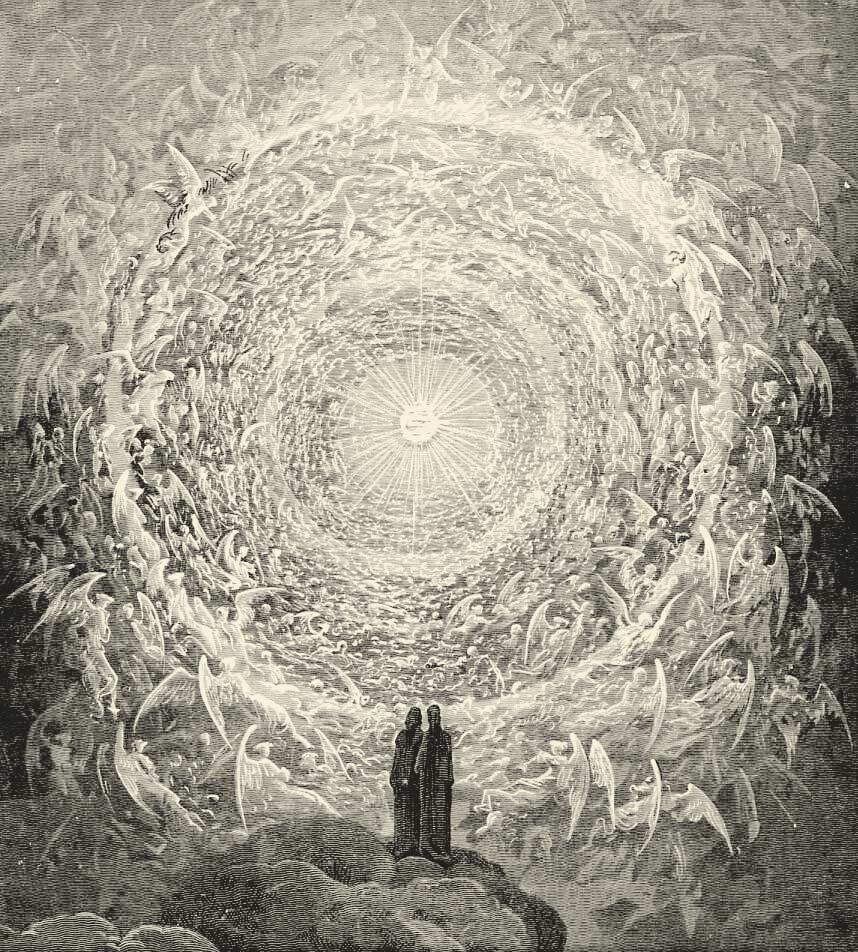
Illustration de Gustave Doré : Dante et Béatrice contemplant l'Empyrée.

Un écran géant au centre de la scène s'anime et présente l'œil de Mylène Farmer en gros plan. Celui-ci s'ouvre et se ferme à plusieurs reprises, scrutant parfois la salle (une image qui rappelle l'introduction du film Sueurs froides d'Alfred Hitchcock, inspiré par le roman de Boileau-Narcejac, D'entre les morts : c'est d'ailleurs ce titre qui donne le nom à cette musique d'introduction hypnotique et rythmée par de violents coup de batterie).

L'œil devient soudain incandescent et se transforme en une boule de lumière. Des images de squelettes apparaissent au sein d'un tourbillon sombre qui évoque L'Enfer de Dante. Le tourbillon devient ensuite très lumineux : la silhouette de Mylène Farmer juchée sur une plateforme apparaît peu à peu derrière l'écran géant, avant que ce dernier ne se divise en deux, dévoilant complètement la chanteuse. Un autre écran géant reste en arrière-plan, tandis que deux immenses statues d'écorchés agenouillés entourent un grand escalier situé au centre de la scène.

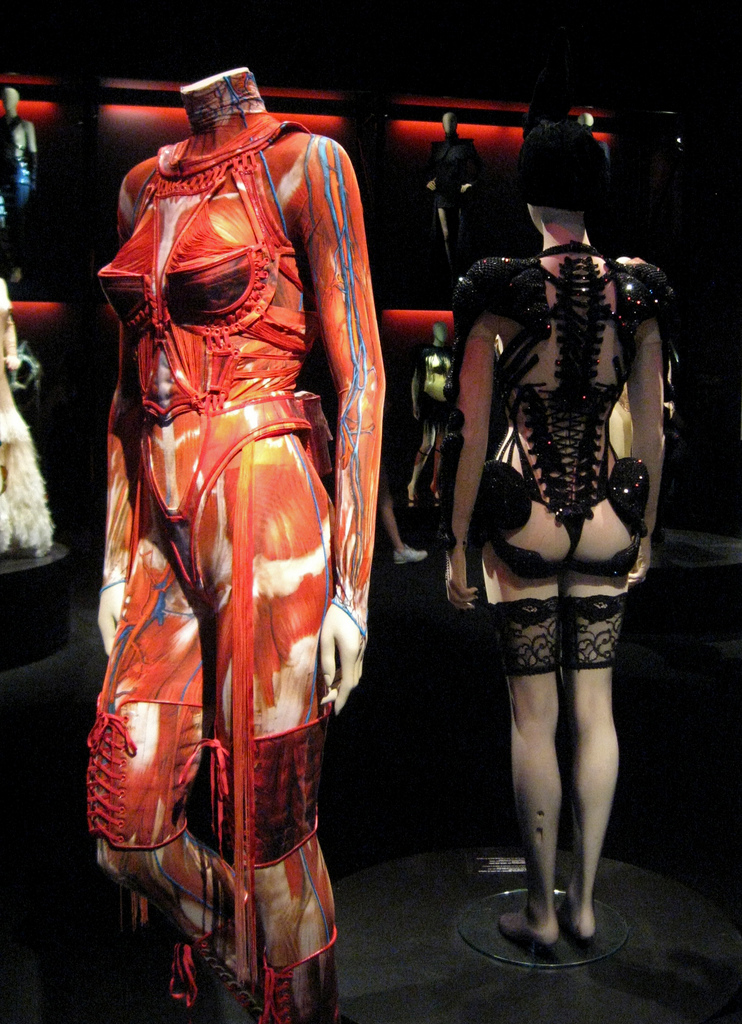
En premier plan : la tenue d'écorchée de Mylène Farmer.

Vêtue d'une tenue d'écorchée, Mylène Farmer entonne Paradis inanimé en haut de l'escalier, faisant ainsi le lien avec le final de son précédent spectacle et la présentant comme étant entre deux mondes. Elle descend ensuite l'escalier et rejoint les musiciens et les choristes (vêtus comme des prêtres et des religieuses) pour terminer le titre, dans un déferlement de lumières dorées.
Des notes électro résonnent : seule au centre de la scène, sous des lumières rouges, Mylène Farmer entame une chorégraphie énergique avant d'être rejointe par deux danseuses, puis par le reste de la troupe (tous vêtus d'un costume d'écorché) pour interpréter L'Âme-Stram-Gram dans une version remixée.

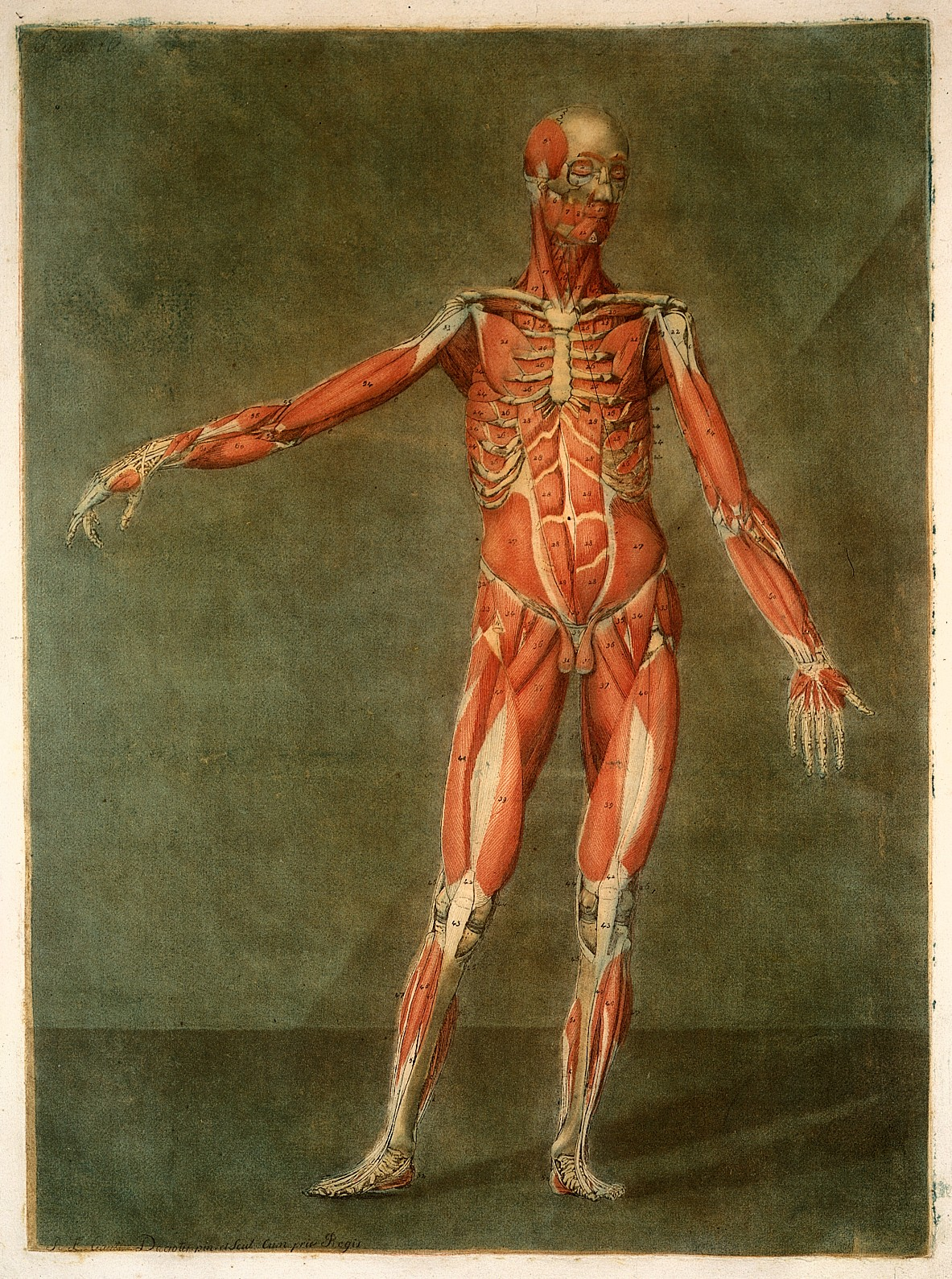
Un écorché.

La chanteuse interprète le titre suivant, Je m'ennuie, derrière un micro à pied, tandis que les danseurs reproduisent derrière elle une chorégraphie robotisée, calquée sur celle d'écorchés virtuels qui est projetée sur écran géant. Sur le dernier refrain, les danseurs cassent cette uniformité et effectuent des gestes répétitifs tels des pantins cassés.
La scène est alors plongée sous une lumière rose pour Appelle mon numéro. Autour de l'écran géant, un cabinet de curiosités expose des dizaines de mannequins féminins, nues et rousses, dans diverses positions. Portant une robe rouge brodée de cristaux Swarovski, ainsi que des cuissardes et une cape en satin de la même couleur, Mylène Farmer interprète le titre de façon sensuelle tandis que des touches de téléphone apparaissent derrière les mannequins.

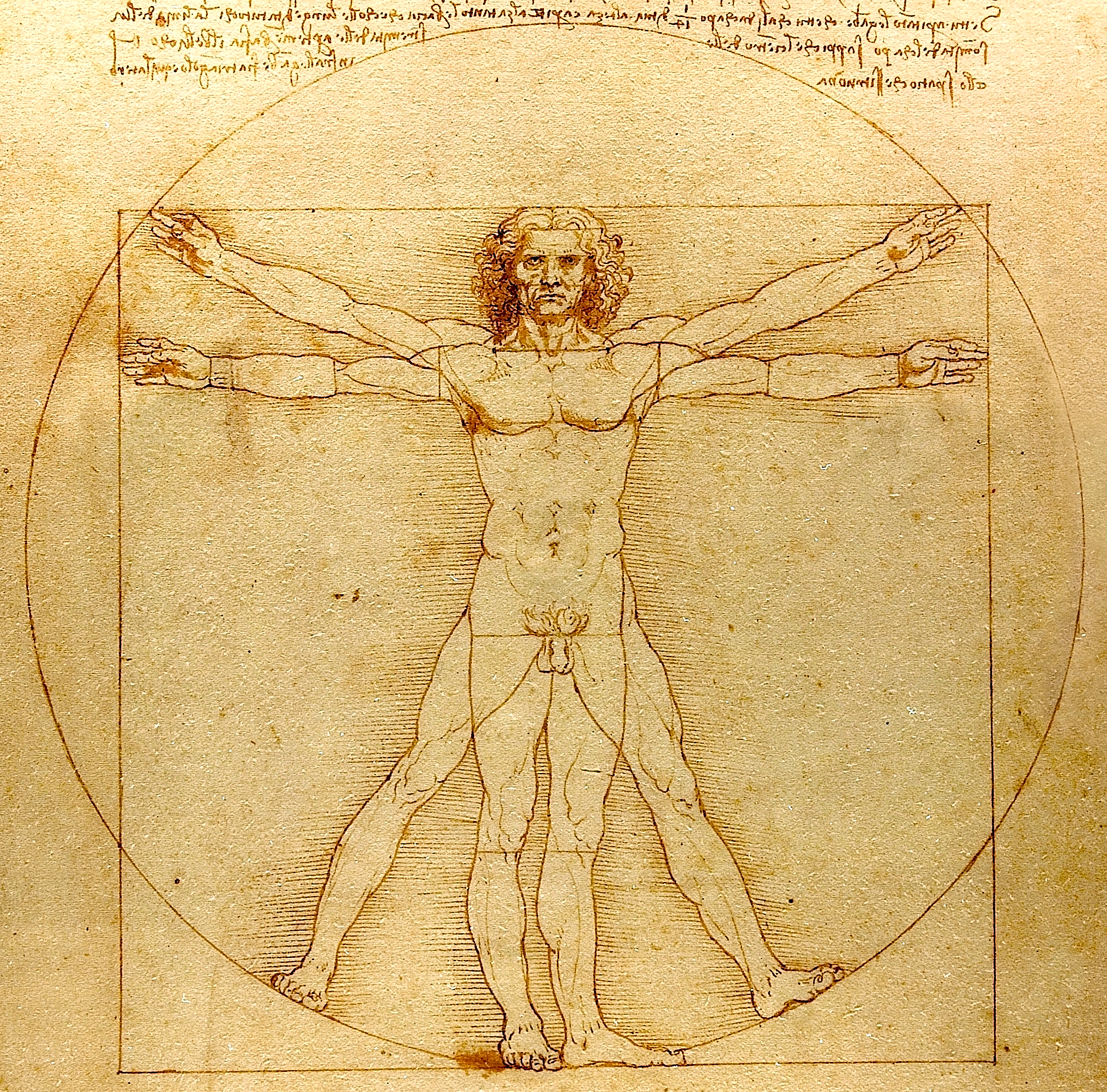
L'Homme de Vitruve de Léonard de Vinci.

Les riffs de XXL résonnent ensuite. Sous des lumières bleutées, la chanteuse joue avec ses guitaristes de façon aguicheuse, se frottant à eux, les embrassant dans le cou et allant jusqu'à s'agenouiller devant l'un d'eux. Derrière elle, l'écran géant diffuse les images d'un corps humain qui reproduit les lettres « XXL » sur un fond blanc (rappelant l'L'Homme de Vitruve de Léonard de Vinci), tandis que des projecteurs sur scène forment également ces trois lettres de manière frontale. Avant le dernier refrain, un feu d'artifice jaillit.
Assise sur l'escalier, Mylène Farmer interprète À quoi je sers... dans une version avec des couplets plus dépouillés, puis enchaîne avec Pourvu qu'elles soient douces. Débarrassée de sa cape rouge, elle est entourée par deux danseurs avec qui elle effectue la chorégraphie. Ils sont rejoints par deux danseuses, tandis que les écrans diffusent des gros plans sur les yeux et les lèvres de la chanteuse, et que des lasers tournoyants sont dirigés vers la salle.

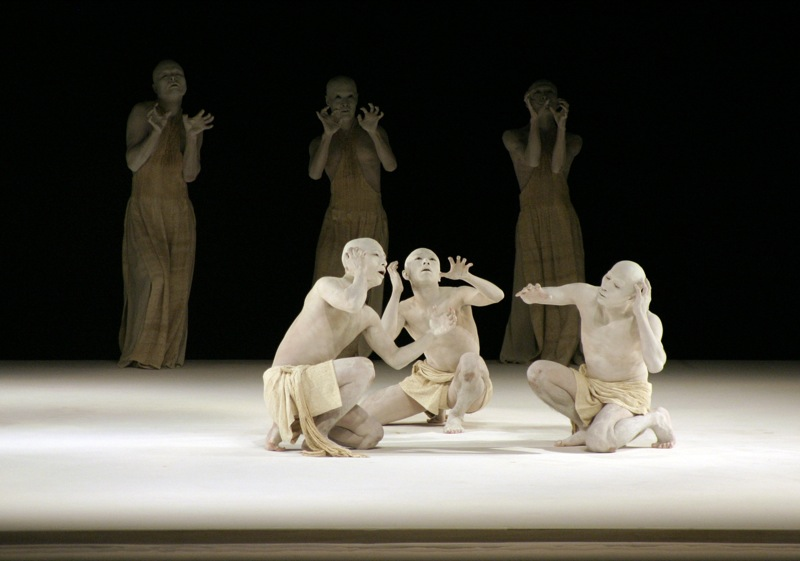
Représentation de Butō.

Sur une musique sombre, les écrans géants de premier plan se regroupent pour n'en former qu'un. Alors que commencent les premières notes de Point de suture, sont projetées les images d'un couple dans des tons sépia, effectuant une danse inspirée du Butō durant laquelle ils expriment la complexité des sentiments. Vêtue d'une longue robe bleue formant une croix, Mylène Farmer interprète le titre, puis rejoint Yvan Cassar pour une partie piano-voix au cours de laquelle elle chante Nous souviendrons nous, qu'elle termine souvent en larmes, Rêver, pour laquelle un rayon vert encercle la scène, et Ainsi soit je....
À la fin du titre, Yvan Cassar joue un interlude musical au son d'Avant que l'ombre..., pendant lequel la chanteuse monte lentement les marches de l'escalier, reproduisant la mise en scène du spectacle Avant que l'ombre... À Bercy. Au cours de sa montée, les deux statues agenouillées s'inclinent puis s'élèvent petit à petit, jusqu'à se retrouver complètement debout.

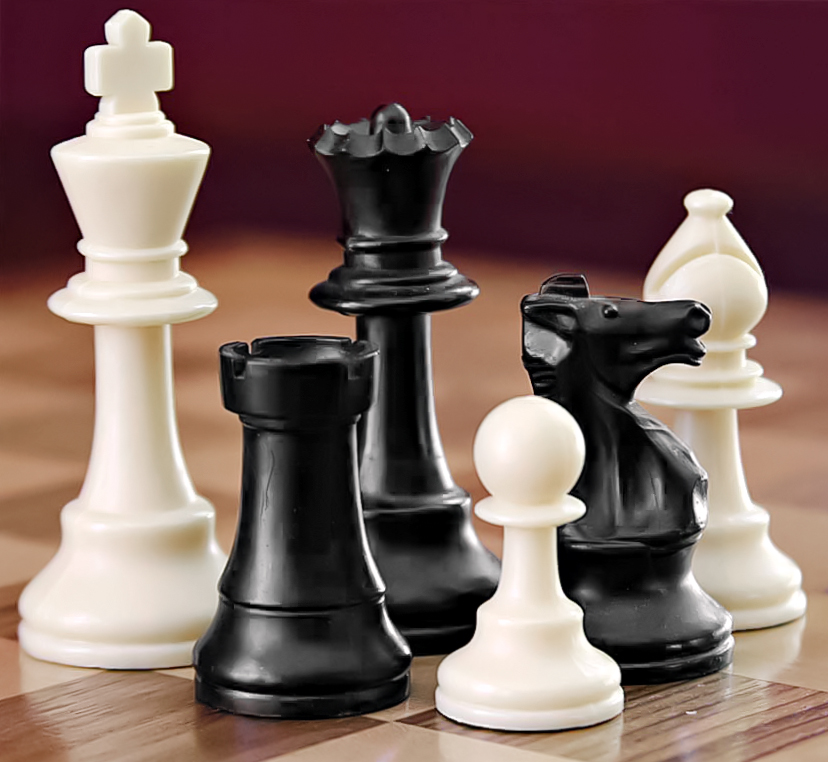
Un jeu d'échecs.

Le rythme reprend avec une version plus rock de Libertine. Vêtue d'un costume masculin asymétrique noir et blanc, la chanteuse est entourée de sa troupe de danseurs. Portant tous des tutus, ils effectuent une chorégraphie dynamique, tandis que les écrans diffusent des images de pièces d'échecs (un jeu dans lequel la Reine mange tous ses pions). Sur le pont de la chanson, Mylène Farmer fait un clin d’œil à la scène du duel au pistolet, présent au début du clip.

Elle enchaîne avec une version rock de Sans contrefaçon, effectuant de l'Air guitar avant d'entamer la chorégraphie avec ses danseurs. Après un nouveau clin d'œil au clip (les danseurs s'assoient par terre et reproduisent le jeu de main du clip), la chanteuse dégrafe une partie de sa veste et termine le titre en chemisier.
Des lumières rouges clignotent ensuite au rythme de Je te rends ton amour, interprétée comme une funambule (en référence au clip dans lequel elle joue une aveugle). L'escalier s'illumine de rouge, ressemblant à une traînée de sang.

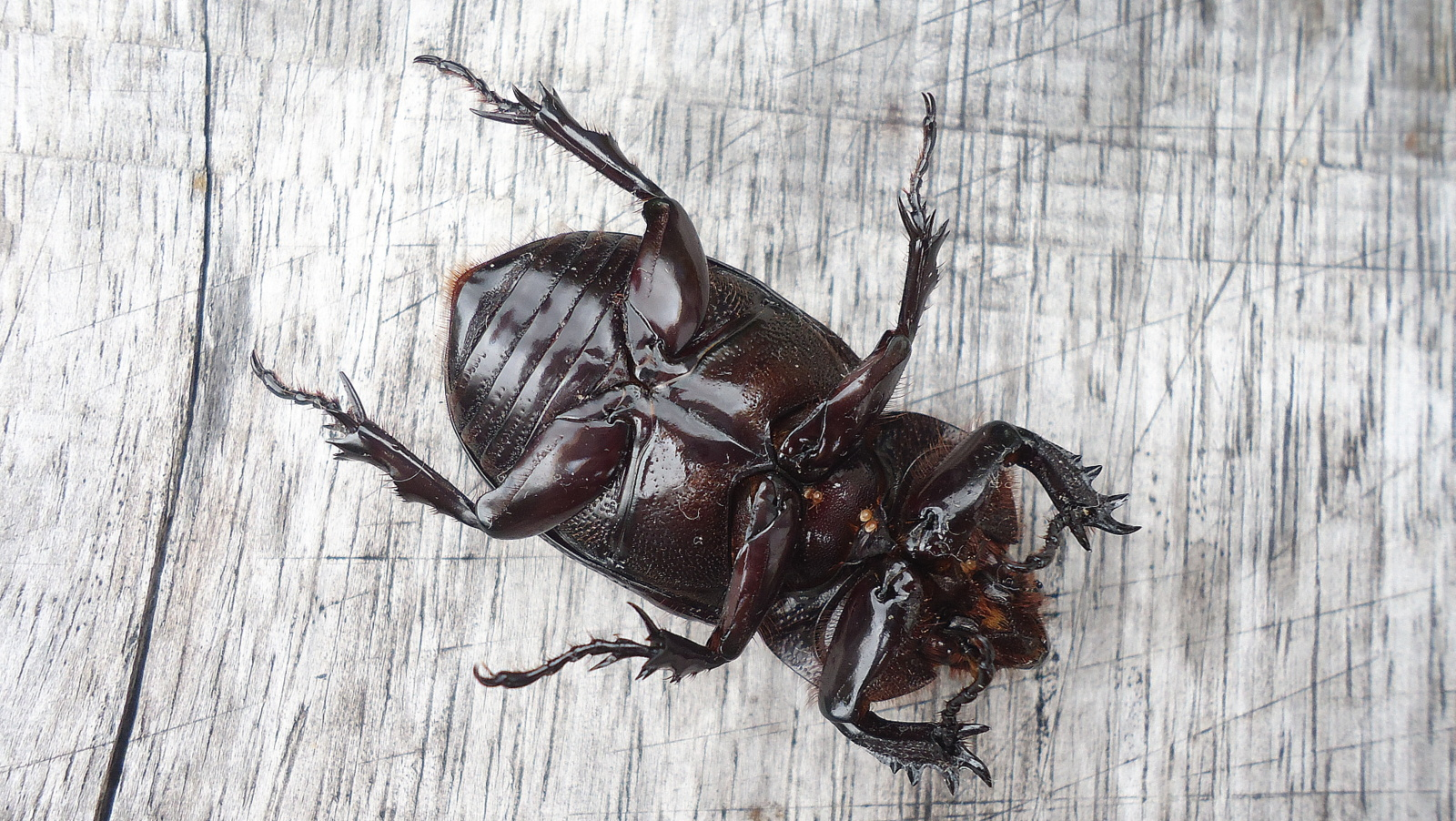
Un scarabée.

Un rayon vert recouvre l'ensemble de la scène et de la fosse : les mains du public et les têtes des danseurs le traversent peu à peu, donnant l'impression d'un monde englouti qui refait surface. Après des bruits de battements de cœur, Dégénération commence et dévoile Mylène Farmer debout sur le ventre d'un scarabée géant, dans un trench court en cuir noir et avec des cuissardes assorties. Tandis que les danseurs effectuent une chorégraphie contemporaine, la chanteuse s'assoit sur le scarabée en prenant des poses lascives, puis monte sur une plateforme qui s'élève du sol et d'où s'échappe une fumée blanche. Elle termine le titre encerclée par des rayons verts.

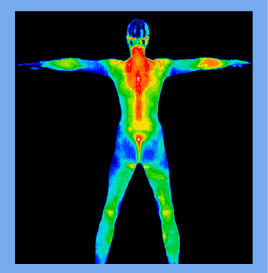
Image thermique d'un corps humain.

Les premières notes de Désenchantée résonnent, dans une version plus électro. Sous une lumière bleutée, Mylène Farmer et ses danseurs effectuent la célèbre chorégraphie, tandis que des lasers effectuent des vagues sur les gradins. Sur l'écran géant, sont diffusées des images thermiques de corps humains, inspirées à la fois du dessin présent sur la Plaque de Pioneer et de la fin du film de Steven Spielberg, Rencontres du troisième type.

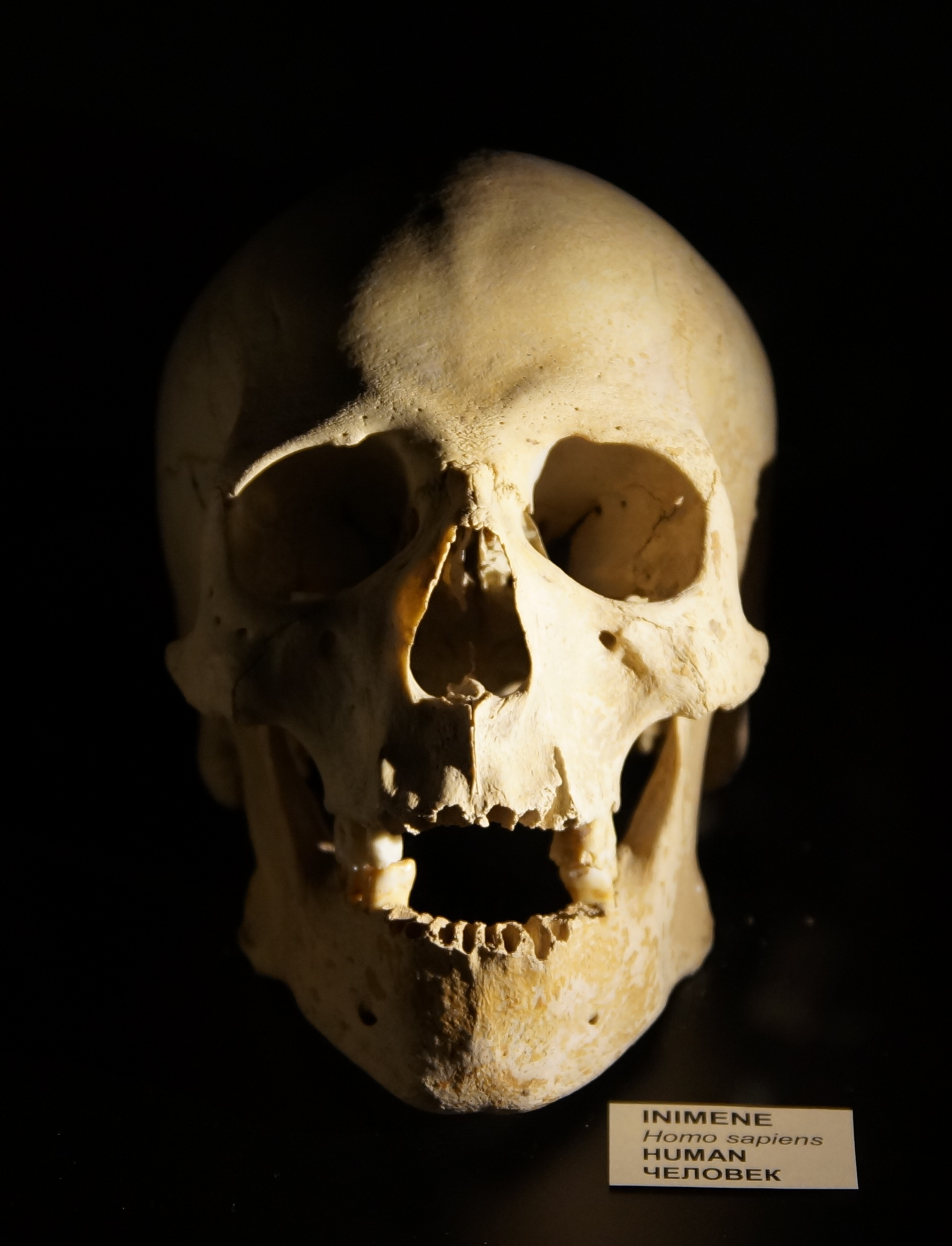
Un crâne humain.

Pour C'est dans l'air, la mise en scène reprend plusieurs éléments présents dans le clip de cette chanson : des éclairs, une chorégraphie saccadée (effectuée dans le clip par des squelettes), un crâne humain en gros plan, mais aussi des contrastes en noir et blanc et en négatif. Les écrans de premier plan se rapprochent, diffusant des colonnes d'éclairs. Mylène Farmer salue le public, tandis que la troupe est présentée individuellement sur l'écran géant principal. Un rideau d'étincelles tombe ensuite sur scène, entre les statues et les écrans.
Après quelques minutes de noir, la chanteuse revient une dernière fois sur scène, éclairée par un projecteur rouge pour interpréter la ballade Si j'avais au moins..., vêtue d'une robe blanche semblable à celle du tableau La Descente aux enfers de Nikolaï Kochelev. Peu à peu, le décor s'orne de lumière rouge à son tour, tandis que les écrans diffusent des images de lave en fusion, synchronisées sur la musique du titre.

À la fin de la chanson, l'escalier, dont les marches diffusent des images de coulée de lave, s'ouvre en deux : une partie des marches se soulève, laissant deviner un tombeau d'où s'échappent une fumée blanche et des lumières de feu, et rappelant l'illustration L'Enfer de Dante, Chant 1 par Gustave Doré. Les deux statues d'écorchés s'agenouillent à nouveau, comme pour tirer leur révérence à la chanteuse. Mylène Farmer monte quelques marches, salue une dernière fois le public, puis s'engouffre dans ce tombeau qui se referme sur elle.

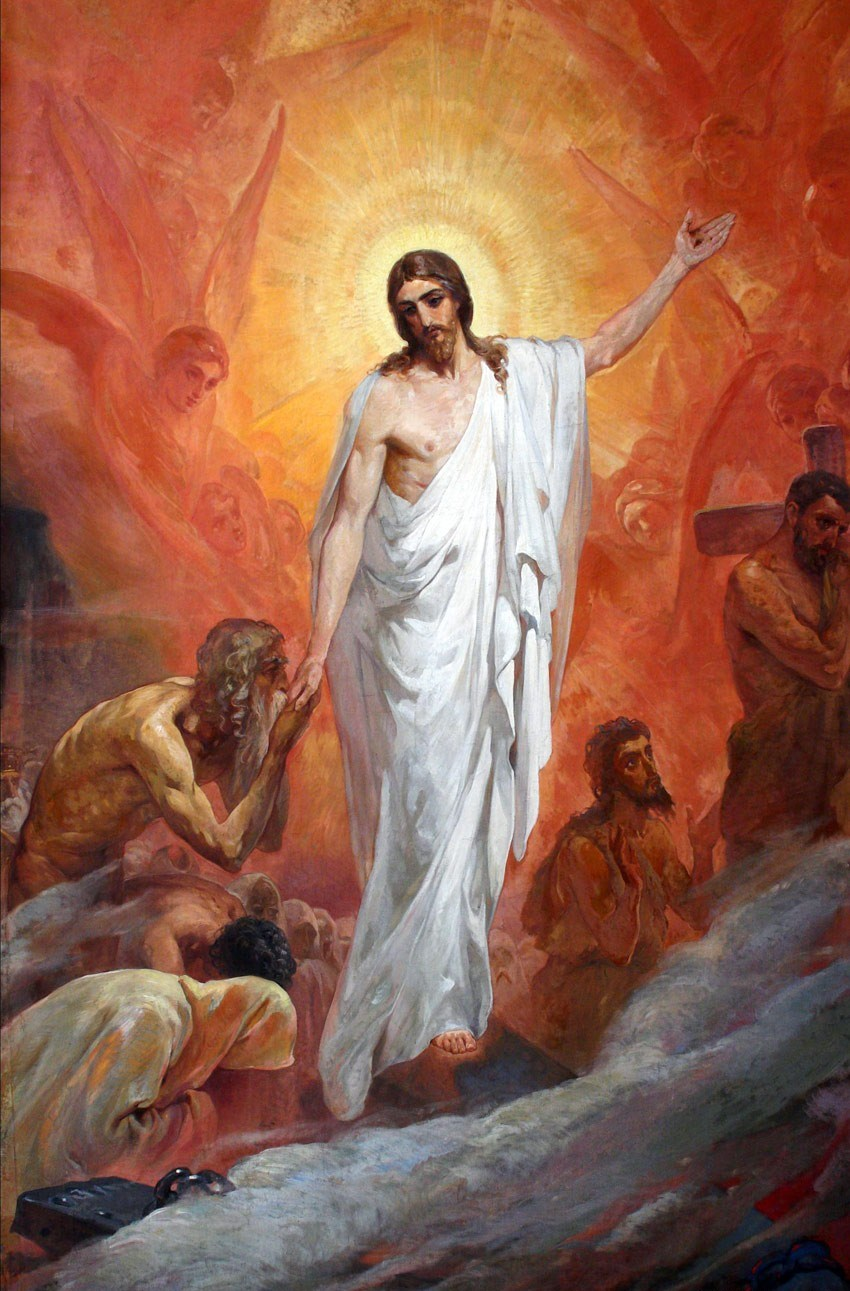
La Descente aux enfers par Nikolaï Kochelev.
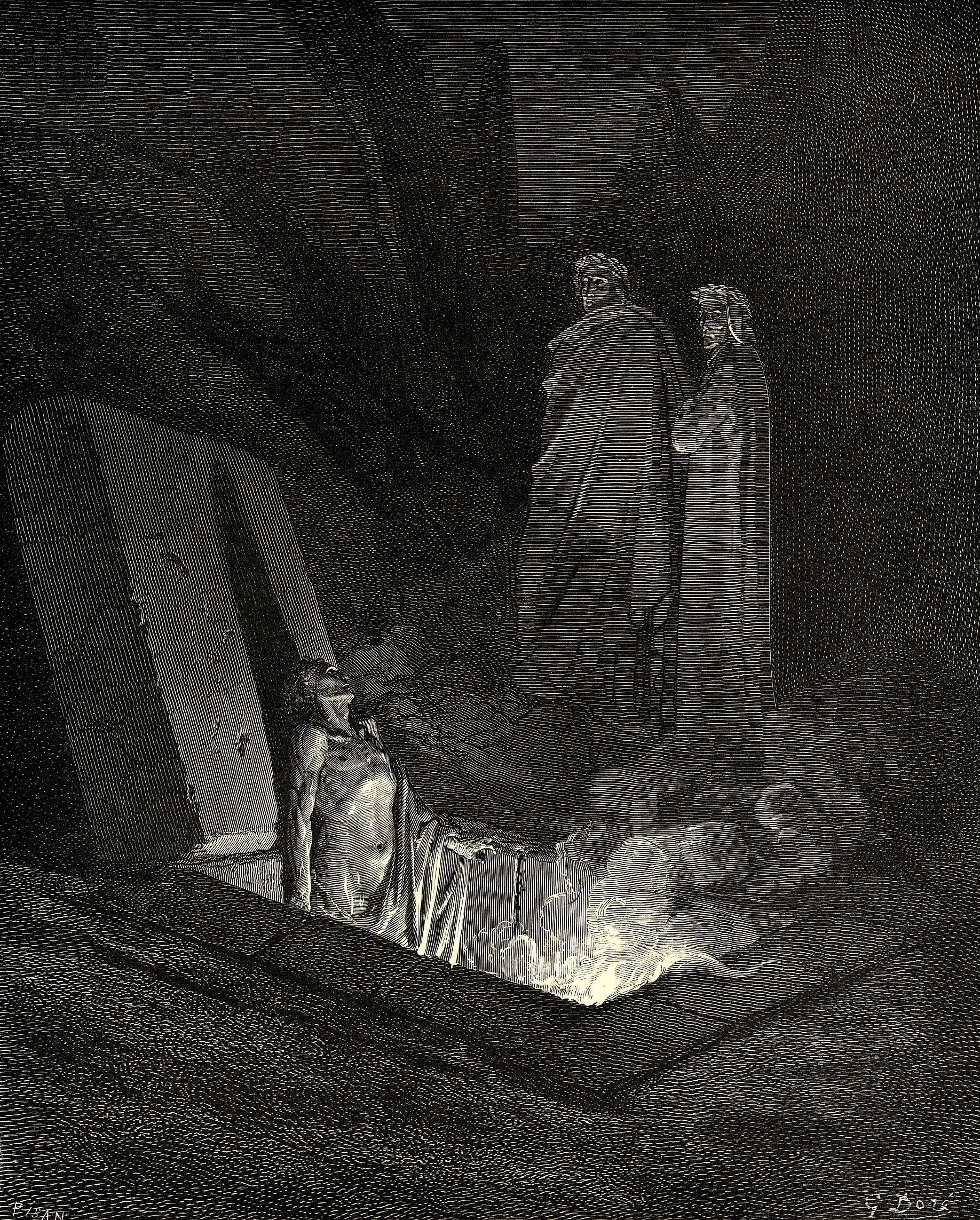
L'Enfer de Dante, Chant 1 par Gustave Doré.

#### Différences dans les Stades
Outre la taille du décor, l'ajout de danseuses et de choristes supplémentaires, ainsi que la présence d'une avancée de 65 mètres de long qui se termine en forme d'étoile au centre de la fosse, plusieurs éléments différencient les concerts en salles des concerts en stades :
- Une troupe de danseurs et percussionnistes brésiliens, Balé de Rua, assure la première partie des concerts en stades[33], effectuant des chorégraphies mélangeant samba, capoeira, hip-hop et danse jazz[34].
- Après Je m'ennuie, Mylène Farmer s'éclipse et laisse les danseurs effectuer une chorégraphie dynamique inspirée du Haka[20].
- À quoi je sers... est remplacé par California, que la chanteuse interprète entourée de quatre danseuses.

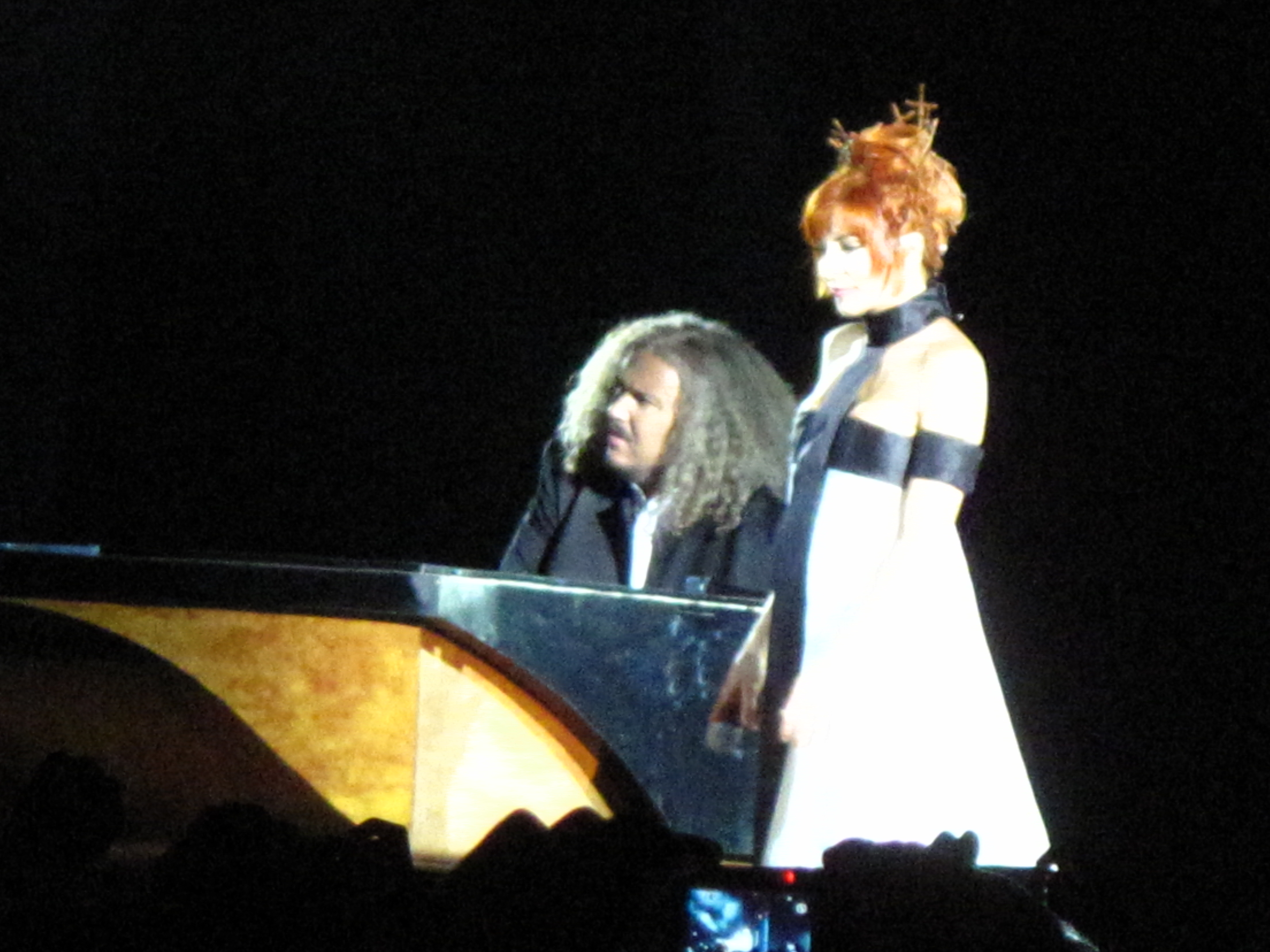
Yvan Cassar et Mylène Farmer.

- Pour Point de suture, Mylène Farmer porte la même robe que pour les concerts en salles, mais d'une couleur blanche et non bleue[28]. Elle rejoint ensuite Yvan Cassar au cœur du stade pour interpréter en piano-voix Nous souviendrons nous, Rêver et Laisse le vent emporter tout (un titre ajouté pour les stades et pour lequel deux guitaristes viennent les accompagner). Après avoir chanté Ainsi soit je..., elle retourne vers la scène principale en marchant lentement sur l'avancée, au son d'Avant que l'ombre.... Chaque projecteur placé le long de l'avancée se retourne à son passage afin de diriger la lumière vers le ciel.
- Je te rends ton amour est remplacé par L'instant X. Sur ce titre, les écrans projettent des images de particules de pellicules de film qui forment des lettres X en noir et blanc, ainsi que des images d'éclaboussures d'eau.
- Juste après L'instant X, est ajouté le titre Fuck Them All qui plonge la scène sous des lumières rouges.
- C'est dans l'air est placé avant Désenchantée (cette dernière servant de final à la place de Si j'avais au moins...). La pluie d'étincelles qui avait lieu sur la fin de C'est dans l'air est supprimée.
- Pour le dernier rappel sur Désenchantée, Mylène Farmer repart sur l'avancée jusqu'au centre du stade afin de reprendre le titre avec le public. Après être revenue sur la scène principale, et alors que le public est recouvert de serpentins géants, elle monte au sommet de l'escalier et salue la foule une dernière fois. Les deux statues d'écorchés s'agenouillent à nouveau, comme pour tirer leur révérence à la chanteuse. Les écrans géants de premier plan se rapprochent de nouveau jusqu'au centre de la scène dans une explosion de lumières.

## Déroulement de la tournée

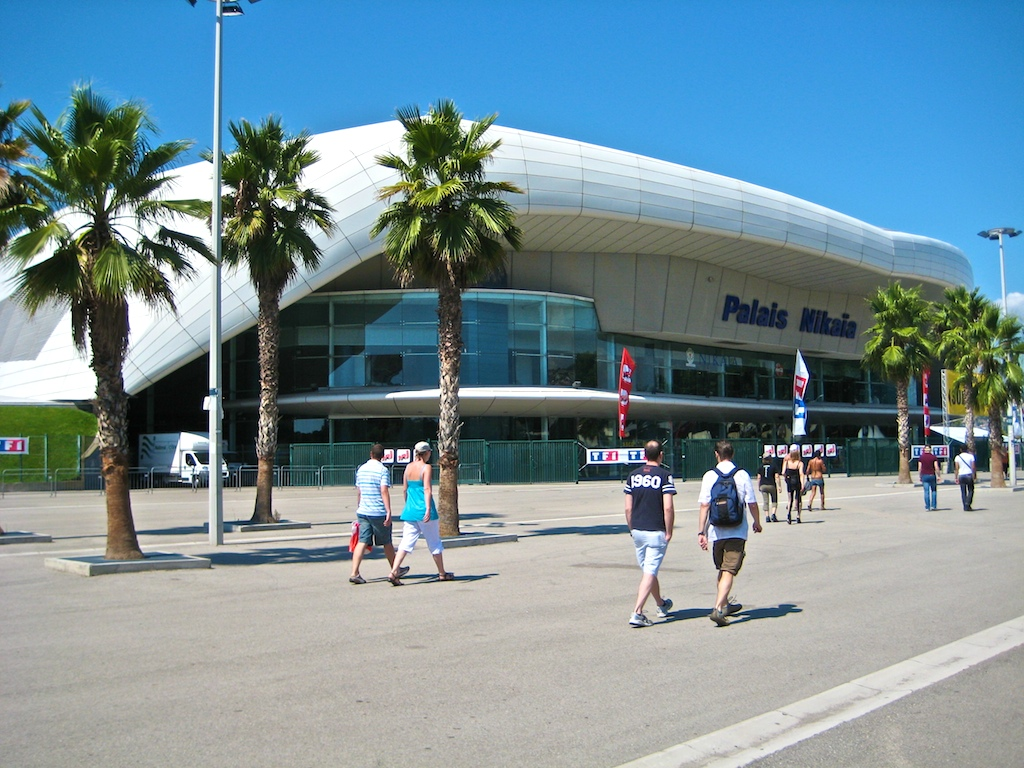
Le Palais Nikaïa de Nice.

Les répétitions commencent au Palais Nikaïa de Nice mi-avril 2009, deux semaines avant la première date dans cette même salle, le 2 mai 2009. Dès le premier concert, les critiques sont unanimes et saluent la qualité du spectacle,,.
Après avoir rempli les plus grandes salles de France pendant deux mois, réunissant près de 300 000 spectateurs, la chanteuse part en Russie fin juin, où elle se produit dans les plus grandes salles de Saint-Pétersbourg et Moscou.
Mi-août, les répétitions pour les concerts en Stades commencent à l'Arena de Genève pour y tester la scénographie, les jeux de lumières et les chorégraphies, tandis que les techniciens montent l'infrastructure au Stade de Genève .

Après les deux soirs au Stade de Genève début septembre, la chanteuse enchaîne avec deux soirs au Stade de France et termine au Stade Roi Baudouin de Bruxelles le 19 septembre 2009.

Au total, la tournée a rassemblé près de 600 000 spectateurs.

### Liste des dates et villes
| Date                        | Ville             | Pays     | Lieu                | Affluence                                                   |
| --------------------------- | ----------------- | -------- | ------------------- | ----------------------------------------------------------- |
| Première partie (en salles) |                   |          |                     |                                                             |
| 2 mai 2009                  | Nice              | France   | Palais Nikaïa       | 9 000 par soir (complet) soit 18 000 spectateurs au total   |
| 3 mai 2009                  | Nice              | France   | Palais Nikaïa       | 9 000 par soir (complet) soit 18 000 spectateurs au total   |
| 5 mai 2009                  | Clermont-Ferrand  | France   | Zénith d'Auvergne   | 8 500 par soir (complet) soit 17 000 spectateurs au total   |
| 6 mai 2009                  | Clermont-Ferrand  | France   | Zénith d'Auvergne   | 8 500 par soir (complet) soit 17 000 spectateurs au total   |
| 9 mai 2009                  | Marseille         | France   | Le Dôme             | 8 500 par soir (complet) soit 25 500 spectateurs au total   |
| 10 mai 2009                 | Marseille         | France   | Le Dôme             | 8 500 par soir (complet) soit 25 500 spectateurs au total   |
| 12 mai 2009                 | Marseille         | France   | Le Dôme             | 8 500 par soir (complet) soit 25 500 spectateurs au total   |
| 15 mai 2009                 | Toulouse          | France   | Zénith              | 9 000 par soir (complet) soit 36 000 spectateurs au total   |
| 16 mai 2009                 | Toulouse          | France   | Zénith              | 9 000 par soir (complet) soit 36 000 spectateurs au total   |
| 18 mai 2009                 | Toulouse          | France   | Zénith              | 9 000 par soir (complet) soit 36 000 spectateurs au total   |
| 19 mai 2009                 | Toulouse          | France   | Zénith              | 9 000 par soir (complet) soit 36 000 spectateurs au total   |
| 23 mai 2009                 | Nantes            | France   | Zénith              | 8 500 par soir (complet) soit 34 000 spectateurs au total   |
| 24 mai 2009                 | Nantes            | France   | Zénith              | 8 500 par soir (complet) soit 34 000 spectateurs au total   |
| 26 mai 2009                 | Nantes            | France   | Zénith              | 8 500 par soir (complet) soit 34 000 spectateurs au total   |
| 27 mai 2009                 | Nantes            | France   | Zénith              | 8 500 par soir (complet) soit 34 000 spectateurs au total   |
| 30 mai 2009                 | Rouen             | France   | Zénith              | 7 000 par soir (complet) soit 21 000 spectateurs au total   |
| 31 mai 2009                 | Rouen             | France   | Zénith              | 7 000 par soir (complet) soit 21 000 spectateurs au total   |
| 2 juin 2009                 | Rouen             | France   | Zénith              | 7 000 par soir (complet) soit 21 000 spectateurs au total   |
| 5 juin 2009                 | Strasbourg        | France   | Zénith              | 12 000 par soir (complet) soit 24 000 spectateurs au total  |
| 6 juin 2009                 | Strasbourg        | France   | Zénith              | 12 000 par soir (complet) soit 24 000 spectateurs au total  |
| 8 juin 2009                 | Dijon             | France   | Zénith              | 7 800 par soir (complet) soit 15 600 spectateurs au total   |
| 9 juin 2009                 | Dijon             | France   | Zénith              | 7 800 par soir (complet) soit 15 600 spectateurs au total   |
| 12 juin 2009                | Lyon              | France   | Halle Tony Garnier  | 12 000 par soir (complet) soit 36 000 spectateurs au total  |
| 13 juin 2009                | Lyon              | France   | Halle Tony Garnier  | 12 000 par soir (complet) soit 36 000 spectateurs au total  |
| 15 juin 2009                | Lyon              | France   | Halle Tony Garnier  | 12 000 par soir (complet) soit 36 000 spectateurs au total  |
| 17 juin 2009                | Amnéville         | France   | Galaxie             | 11 000                                                      |
| 19 juin 2009                | Douai             | France   | Gayant Expo         | 12 000 par soir (complet) soit 36 000 spectateurs au total, |
| 20 juin 2009                | Douai             | France   | Gayant Expo         | 12 000 par soir (complet) soit 36 000 spectateurs au total, |
| 22 juin 2009                | Douai             | France   | Gayant Expo         | 12 000 par soir (complet) soit 36 000 spectateurs au total, |
| 28 juin 2009                | Saint-Pétersbourg | Russie   | SKK Arena           | 14 000                                                      |
| 1er juillet 2009            | Moscou            | Russie   | Olimpiisky          | 20 000                                                      |
| Deuxième partie (en Stades) |                   |          |                     |                                                             |
| 4 septembre 2009            | Genève            | Suisse   | Stade de la Praille | 32 000 (complet)                                            |
| 5 septembre 2009            | Genève            | Suisse   | Stade de la Praille | 30 000                                                      |
| 11 septembre 2009           | Paris             | France   | Stade de France     | 80 000 par soir (complet) soit 160 000 spectateurs au total |
| 12 septembre 2009           | Paris             | France   | Stade de France     | 80 000 par soir (complet) soit 160 000 spectateurs au total |
| 19 septembre 2009           | Bruxelles         | Belgique | Stade Roi Baudoin   | 40 000                                                      |

## Accueil critique
- « Un show millimétré et efficace [...] Une scénographie impressionnante, une débauche de lumières, d'écrans, de guitares, de danses, de corps tissus au vent. » (La Montagne)[39]
- « L'artiste a une nouvelle fois réussi à donner à son public ce qui se fait de mieux en matière de spectacle musical. Un show à la fois grandiose et millimétré, mais aussi chargé d'émotion et de plaisir partagé. Contrairement à Madonna, que l'on a vu à la peine l'été dernier au même endroit, Mylène Farmer parvient à ne pas paraître désincarnée malgré la mise en scène et la débauche d'effets spéciaux. » (Nice-Matin)[36]
- « Pendant deux heures de spectacle, Mylène Farmer en met plein les yeux de ses fans. Et pour cela elle emploie les grands moyens. Des écrans géants aux dimensions babyloniennes, des lasers, des projecteurs et des feux d'artifice. Comme tout le monde, mais en quantité inusitée. Plus deux énormes statues de squelettes bien réelles qui s'animent comme par magie. A côté, la tournée des stades des Rolling Stones, avec effets pyrotechniques et scène détachable, passerait presque pour un spectacle de MJC. » (La Provence)[40]
- « Ce concert hors normes est un spectacle inédit. Du jamais vu. [...] Si Mylène Farmer réussit la prouesse d'évoluer dans un concert en 3D, avec images de synthèse, profondeur de champs et effets stéréophoniques, sur une scénographie révolutionnaire, elle donne aussi à son spectacle trois dimensions artistiques Impossible de savoir à la sortie si l'on a assisté à un concert, à un film ou encore à une performance chorégraphique. » (La Dépêche du Midi)[41]
- « Costumes griffés Jean-Paul Gaultier, lasers multicolores, lumières de cathédrale, projections d'images oniriques pour chaque chanson, animatronic géant, escalier symbolisant la descente vers les enfers, danseurs androgynes... La mise en scène est une allégorie des ténèbres. Plutôt réussie d'ailleurs, car jamais un même jeu de lumières n'est répété. Tout a été pensé pour embarquer le spectateur dans un voyage sidéral (et souvent sidérant) de près de deux heures sans entracte. Un spectacle souvent gothique, mais qui évite les clichés des fausses messes noires ou des grands prêtres inquiétants. [...] Le passage au piano-voix est surtout l'occasion de se rendre compte à quel point sa voix a progressé. Graves, aigües, elle tient toutes les notes, passe du vibrato à des moments plus saccadés. Son timbre a gagné en puissance. » (Le Figaro Magazine)[54]
- « Mylène réussit son pari de faire une nouvelle fois très fort, en en mettant plein la vue. » (Le Soir)[55]
- « La qualité du show proposé par Mylène Farmer a atteint des sommets : ambitieux, imposant, millimétré et visuellement renversant. [...] Impossible de ne pas se laisser ébouriffer par la démesure des décors - surprenante bibliothèque de mannequins nus - et la puissance foisonnante du spectacle. » (Nord Éclair)[48]
- « Un show ambitieux mais inégal. [...] Découpé en quatre grands tableaux, rythmé par six changements de tenue, ce show répond à une logique d'efficacité quasi implacable. Quitte à rendre la chanteuse assez désincarnée. » (Le Figaro)[56]
- « Le nouveau spectacle de l'incandescente Libertine ne déçoit pas. [...] La scénographie signée Mark Fisher est fouillée, fantomatique, baignée de noirceur et de gigantisme. Elle est appuyée par les effets visuels léchés signés Alain Escalle et les jeux de lumière épatants de Dimitri Vassiliu. » (France-Soir)[57]
- « Avec Yvan Cassar aux commandes d'un groupe renouvelé, l'habillage musical de ce répertoire est une réussite. Pas une note surjouée, pas d'effet facile, pas de cliché. Tout est contenu, et réglé comme une horlogerie de prestige. » (Le Progrès)[58]

## Crédits
| - Conception et direction artistique du spectacle : Mylène Farmer et Laurent Boutonnat - Management et production du spectacle : Thierry Suc - Direction musicale, claviers et piano : Yvan Cassar - Claviers : Jean-François Berger - Guitares : Greg Suran et David Levita - Basse : Paul Bushnell - Batterie : Charlie Paxson - Percussions : Nicolas Montazaud - Choristes : Estha Divine et Johanna Manchec - Choristes (Stades) : Aline Bosuma et Alexia Waku - Danseurs : Ayo Jackson, Alexis Convento, Mayte Natalio, Maria Carofano, Myke Melendez, Reed Kelly, Victor Oniel Gonzales, Chris Cangero, Kyle Leland et Miquel Edson - Chorégraphies : Mylène Farmer, sauf : - Désenchantée, Sans contrefaçon et Pourvu qu'elles soient douces : Mylène Farmer et Christophe Danchaud - Libertine et intro de L'Âme-Stram-Gram : Christophe Danchaud - Dégénération : Nataly Aveillan - Coordinateur chorégraphique : Christophe Danchaud | - Conception du décor : Mark Fisher - Conception des images : Alain Escalle - Conception des lumières : Dimitri Vassiliu - Son salle : Stéphane Plisson pour la société Maw - Création des costumes : Jean-Paul Gaultier - Création coiffure : John Nollet - Coiffure : Frédéric Birault - Maquillage : Carole Lasnier - Préparateur physique de Mylène Farmer : Hervé Lewis - Coach vocal : Karen Nimereala - Direction de production : Stéphane Colasse et Didier Gaume - Direction de production TS3 : Vincent Pitras - Direction technique : Georges Meley - Tour Manager : Didier Thibault - Consultant de production : Thierry Teodori - Régisseurs plateau : Bertrand Atlan et Christophe Sirven - Administratrice : Marie-Thérèse Boisseau - Assistante de Laurent Boutonnat : Emeline Chetaud - Photos : Claude Gassian, Robin et Nathalie Delépine |

## Album et vidéoLive

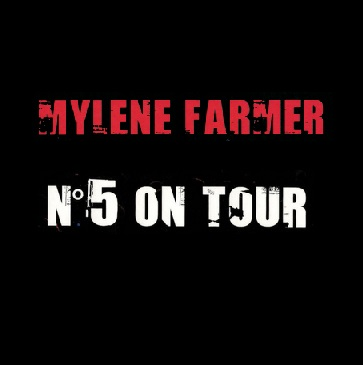
Logo de l'album No 5 on Tour.

Enregistré lors des concerts du 12, 13 et 15 juin 2009 à la Halle Tony-Garnier de Lyon, l'album No 5 on Tour paraît le 7 décembre 2009, avec en guise de premier extrait la version Live de C'est dans l'air (un titre présent dans sa version originale sur l'album Point de suture et qui était déjà sorti en single au printemps 2009).

Bien que Mylène Farmer n'en fasse aucune promotion, l'album se classe directement n°1 des ventes en France et en Belgique. Certifié double disque de platine pour plus de 200 000 exemplaires vendus en France, il reçoit également un disque d'or en Belgique et se classe en Suisse et en Russie, dépassant les 250 000 ventes.
Le DVD du spectacle retrace quant à lui les concerts qui ont eu lieu au Stade de France les 11 et 12 septembre 2009.
Sorti le 12 avril 2010 et promu par la version Live de Paradis inanimé, il se classe à son tour no 1 des ventes et est certifié DVD de diamant en France en une semaine.
Disque d'or en Belgique, le film est également la meilleure vente de Blu-Ray musicaux de l'année 2011 en Russie.
Il s'est écoulé à plus de 300 000 exemplaires.